# أحمد النحاس
أحمد النحاس مخرج وكاتب سيناريو مصري، (10 يناير 1950- 25 سبتمبر 2023).
حصل على بكالوريوس المعهد العالي للسينما (قسم السيناريو) عام 1977. بدأ عمله الفني كمساعد مخرج مع عدد من المخرجين عام 1975 أثناء فترة الدراسة بالمعهد، ومنهم كمال الشيخ وأحمد فؤاد ومحمد راضي. أخرج أحمد النحاس أول فيلم طويل له في عام 1984 وهو «الطائرة المفقودة»، ثم تلاه بأفلام «الأوغاد»، «السجينتان»، «الشيطانة»، و«القلب وما يعشق»، ومنذ منتصف حقبة التسعينات تفرغ أحمد النحاس لإخراج المسلسلات التليفزيونية، ومن أبرز أعماله: «الوتد»، و«سلمى يا سلامة»، و«حكايات المدندش»، و«الخفافيش».
تزوج المخرج أحمد النحاس من الفنانة رجاء يوسف (1925 – 2005) بعد اعتزالها العمل الفني، ثم تزوج من الفنانة سميحة أيوب.

## مشاكل مع سميحة أيوب
عاقبت محكمة الجنايات أحمد النحاس بالسجن المشدد، لمدة 10 سنوات، بتهمة سرقة أموال سميحة أيوب بالبنوك، بعد تزوير توقيعها، ثم قضت المحكمة ببراءته من تهمة البلاغ الكاذب عام 2019، ورفضت الدعوى المدنية المقامة من الفنانة سميحة أيوب، كشف النحاس عن زواجه من سميحة أيوب  وكتب أن الأمر بدأ بعد عودتهما سويا من مهرجان الأسكندرية السينمائي، وحينها تسلمت سميحة أيوب خطابا من المعاشات باستدعائها للتحقيق معها بناء على شكوى من بنات الراحل سعد الدين وهبة زوجها السابق، تفيد بأنها تتحصل على معاش والدهما دون وجه حق خاصة وإنها متزوجة، وكانت سميحة أيوب قد قررت إخفاء الزواج وإعلان أن النحاس هو مدير أعمالها منذ سنوات، ولكن النحاس رفض هذا الحل وأخبرها أنه في حال طلبه للشهادة سيدلي بما يمليه عليه ضميره وسيعترف بالزواج، وهذا ما حدث بالفعل، ثم رفع عليها قضية لإثبات زواجهما منذ 1 يناير 2000.

## أهم أعماله
- فيلم «الطائرة المفقودة» إخراج وتأليف، عام 1984[20]
- فيلم «الأوهام» إخراج وقصة وسيناريو وحوار، عام 1988[5]
- فيلم «القلب وما يعشق» إخراج، عام 1996[21]
- مسلسل «الوتد» إخراج عام 1996[8]
- فيلم «الهاربتان» إخراج وتأليف، عام 2010[22]

## وصلات خارجية
- أحمد النحاس على موقع IMDb (الإنجليزية)
- أحمد النحاس على موقع الدهليز
- أحمد النحاس على موقع قاعدة بيانات الأفلام العربية
- أحمد النحاس على موقع قاعدة بيانات الفيلم (الإنجليزية)
- أحمد النحاس على الدهليز
- أحمد النحاس على كاروهات